# 살림 9단의 만물상
《살림 9단의 만물상》은 대한민국의 TV CHOSUN의 교양 프로그램이다. 잘 먹고, 잘 자고, 잘 살기 위한 건강비법부터 생활밀착형 정보까지 매회 한 가지 주제를 정해 관련정보를 알려주는 프로그램이다.
한편, 해당 프로그램이 2017년 12월 7일부터 목요일 밤 11시로 이동하면서 김원희가 메인 MC로 활동한 SBS 자기야 백년손님이 2018년 1월 13일부터 목요일 밤 11시 10분에서 토요일로 이동하기도 했다.
아울러, 2018년 10월 19일부터는 금요일 밤 11시로 시간대를 이동하여 방영된다.

## 방송 시간
| 방송 채널 | 방송 기간                           | 방송 시간                      |
| --------- | ----------------------------------- | ------------------------------ |
| TV CHOSUN | 2013년 4월 7일 ~ 2015년 6월 14일    | 일요일 밤 11시 ~ 12시 40분     |
| TV CHOSUN | 2015년 11월 22일 ~ 2017년 10월 15일 | 일요일 밤 11시 ~ 1시           |
| TV CHOSUN | 2017년 10월 22일 ~ 2017년 12월 3일  | 일요일 밤 9시 20분 ~ 11시 20분 |
| TV CHOSUN | 2017년 12월 7일 ~ 2018년 10월 11일  | 목요일 밤 11시 ~ 12시 40분     |
| TV CHOSUN | 2018년 10월 19일 ~ 2019년 4월 19일  | 금요일 밤 11시 ~ 12시 40분     |

## 출연자
- 김원희 (진행)

### 고정 출연자
- 진미령 (가수)
- 장영란 (가수 겸 배우)
- 김성은 (배우)
- 정원관 (가수 겸 음반제작자)